# Glypta longipalpus
Glypta longipalpus là một loài tò vò trong họ Ichneumonidae.